# Georg Christian Wernle
Georg Christian Wernle (* 22. November 1825 in Kirchheim unter Teck; † 22. April 1879 in Tuttlingen) war ein württembergischer Oberamtmann.

## Leben
Georg Christian Wernle machte zuerst eine Ausbildung als Schreiber. Dann studierte er von 1848 bis 1850 Regiminalwissenschaften in Tübingen. 1851 legte er die höhere Dienstprüfung ab. Seine berufliche Laufbahn begann er 1851 als Aktuar beim Oberamt Tuttlingen. Von 1852 bis 1864 war er Oberamtsaktuar in Backnang. Von 1864 bis 1867 arbeitete er als Assessor bei der Regierung des Jagstkreises in Ellwangen. 1867 wurde er Oberamtmann beim Oberamt Laupheim, 1875 wechselte er zum Oberamt Tuttlingen. 1878 ging er in den Ruhestand.